# Tales of Rock'n'Roll
Tales of Rock'n'Roll è il nono album della band Michael Schenker Group pubblicato nel 2006 per l'etichetta discografica Armageddon Music.

## Tracce
1. The Ride (Schenker, Tiura) 3:16
2. Setting Sun (Schenker, Tiura) 3:43
3. Angel of Avalon (Schenker, Sundin, Tiura) 2:21
4. Dreams Inside (Logan, Schenker) 3:33
5. Dust to Dust (Schenker, Tiura) 3:28
6. Voice of My Heart (Schenker, Tiura) 2:40
7. Journey Man (Schenker, Tiura) 2:30
8. Big Deal (False Alarms) (Keeling, Schenker) 2:59
9. St. Ann (Schenker, Tiura) 1:38
10. Shadow Lady (Schenker, Tiura) 2:31
11. Love Trade (Schenker, Tiura) 3:48
12. Human Child (Schenker, Tiura) 2:58
13. Bitter Sweet (Schenker, Tiura) 3:04
14. Blind Alley (Schenker, Tiura) 2:43
15. Freedom (Schenker, Tiura) 3:58
16. Life Vacation (Keeling, Schenker) 2:53
17. Rock N Roll (Bonnet, Schenker) 3:41
18. Tell a Story (McAuley, Schenker) 3:07
19. Life Goes On [strumentale] (Schenker) 1:51

## Formazione
- Jari Tiura - voce
- Leif Sundin - voce nella traccia 3
- Chris Logan - voce nella traccia 4
- Kelly Keeling - voce nella traccia 8
- Gary Barden - voce nella traccia 16
- Graham Bonnet - voce nella traccia 17
- Robin McAuley - voce nella traccia 18
- Michael Schenker - chitarra
- Pete Way - basso
- Wayne Findlay - tastiere, chitarra
- Jeff Martin - batteria